# 20 kwietnia
20 kwietnia jest 110. (w latach przestępnych 111.) dniem w kalendarzu gregoriańskim. Do końca roku pozostaje 255 dni.

## Święta
- Imieniny obchodzą: Agnieszka, Amalia, Antonin, Berenika, Czesław, Jagna, Nawoj, Marcelin, Marcjan, Sekundyn, Sewerian, Sulpicjusz, Szymon, Teodor, Teotym, Ursycyn, Wiktor, Zenon i Zotyk
- Brazylia – Dzień Dyplomacji
- Międzynarodowe
  - Międzynarodowy Dzień Wolnej Prasy (inicjatywa Stowarzyszenia Reporterzy bez Granic)
  - Dzień języka chińskiego w ONZ w ramach dni języków[1]
  - Światowy dzień marihuany[2]
- Wspomnienia i święta w Kościele katolickim[3][4] obchodzą:
  - św. Agnieszka z Montepulciano (dziewica, zakonnica)
  - bł. Klara Bosatta (zakonnica)
  - św. Ursycyn z Brescii (biskup)

## Wydarzenia w Polsce
- 1285 – Biskup warmiński Henryk Fleming nadał braciom Krystianowi i Janowi ochrzczonym Prusom prawa własności w miejscowości Kalkstein (Wapnik), bracia dali początek rodowi Kalkstein, który swoją nazwę ma od miejscowości Kalkstein, ród ten jest miejscowym rodem pruskim[5]
- 1332 – Wojna polsko-krzyżacka: po 11-dniowym oblężeniu wojska krzyżackie zdobyły Brześć Kujawski.
- 1360 – Sępólno Krajeńskie uzyskało prawa miejskie.
- 1585 – Dania, po otrzymaniu odszkodowania od Rzeczypospolitej, zrezygnowała ze swych pretensji do Piltynia w Inflantach.
- 1659 – Spłonęła niemal doszczętnie zabudowa Bielska (obecnie część Bielska-Białej).
- 1803 – W Lublinie pożar strawił 28 budynków, w tym kościół i klasztor karmelitów bosych, na miejscu których obecnie znajduje się Nowy Ratusz.
- 1861 – W Łodzi rozpoczął się bunt tkaczy łódzkich, tzw. luddyzm łódzki. Tkacze masowo niszczyli maszyny tkackie, w ramach sprzeciwu wobec mechanizacji włókiennictwa.
- 1864 – Powstanie styczniowe: utworzono ostatni powstańczy Rząd Narodowy pod kierownictwem Bronisława Brzezińskiego.
- 1915 – I wojna światowa: Białystok został zbombardowany przez niemieckie samoloty i sterowce. Zginęło 13 osób, 34 zostały ranne.
- 1919 – Do kraju przybył pierwszy pociąg z żołnierzami Armii Hallera. Uroczyste powitanie odbyło się na dworcu kolejowym w Ostrowie Wielkopolskim.
- 1920 – W Bismarckhütte (od 1923 roku Hajduki Wielkie) został założony klub sportowy Ruch Chorzów.
- 1924 – Założono Fundację Zamoyskich.
- 1926 – Upadł rząd Aleksandra Skrzyńskiego.
- 1932 – Weszła w życie Ustawa o prywatnych szkołach oraz zakładach naukowych i wychowawczych.
- 1937 – Premiera filmu Dorożkarz nr 13 w reżyserii Mariana Czauskiego.
- 1940:
  - Powstał Związek Odwetu, organizacja sabotażowo-dywersyjna Związku Walki Zbrojnej.
  - W Krakowie powstał Instytut Niemieckich Prac Na Wschodzie (IDO), mający dokumentować domniemany niemiecki charakter ziem polskich.
- 1943:
  - W Krakowie miał miejsce nieudany zamach oddziału specjalnego AK „Osa”-„Kosa 30” na Wyższego Dowódcę SS i Policji w Generalnym Gubernatorstwie SS-Obergruppenführera Friedricha Wilhelma Krügera.
  - Samoloty RAF dokonały nocnego nalotu bombowego na Szczecin.
- 1945 – Ponad 60 Polaków zostało zamordowanych we wsi Borownica w byłym powiecie dobromilskim województwa lwowskiego przez ukraińskich szowinistów z Samoobronych Kuszczowych Widdiłów (SKW).
- 1947 – Powołano Grupę Operacyjną „Wisła”, związek operacyjny LWP pod dowództwem gen. Stefana Mossora, przeznaczony do walki z ukraińskimi bandami w rejonie Sanok-Przemyśl-Lubaczów i do przeprowadzenia wraz z Państwowym Urzędem Repatriacyjnym akcji „Wisła”.
- 1951 – Wszedł do służby szkuner szkolny s/y „Janek Krasicki“.
- 1957 – Premiera filmu wojennego Kanał w reżyserii Andrzeja Wajdy.
- 1971:
  - Premiera polsko-radzieckiego filmu wojennego Legenda w reżyserii Sylwestra Chęcińskiego.
  - Założono klub sportowy GKS 71 Tychy.
- 1983 – W rewanżowym meczu półfinałowym PEMK Widzew Łódź zremisował z Juventusem Turyn 2:2. W pierwszym meczu wygrał Juventus 2:0.
- 1990 – Dokonano oblotu prototypu samolotu PZL-126 Mrówka.
- 2004 – Jan Guz został przewodniczącym OPZZ.
- 2022 – W KWK „Pniówek” w Pawłowicach doszło do pierwszych z serii wybuchów metanu, w wyniku których (20 i 21 kwietnia) zginęło 16 górników i ratowników górniczych, a 30 zostało rannych.

## Wydarzenia na świecie

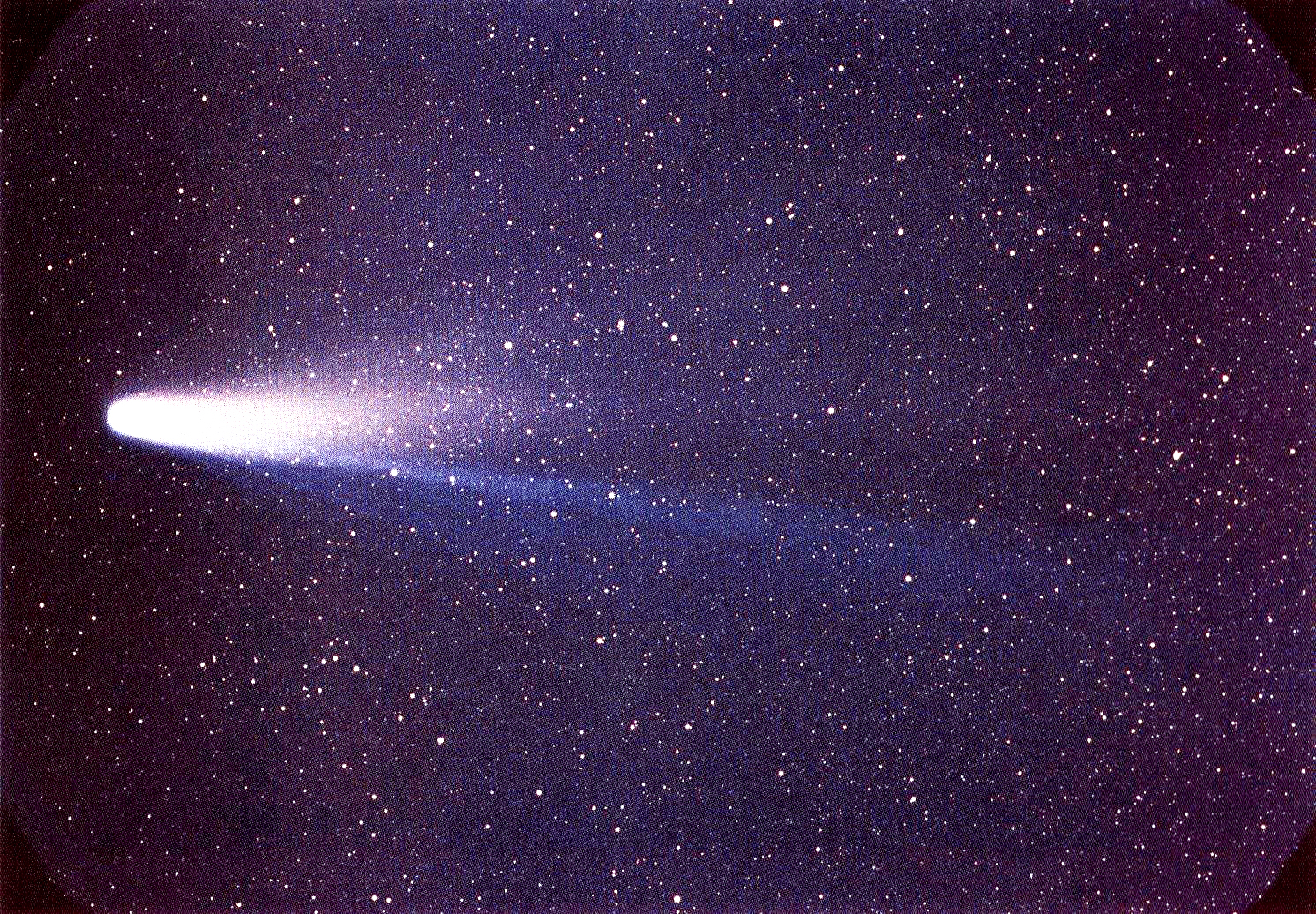
Kometa Halleya

- 798 – Papież Leon III erygował metropolię salzburską.
- 1083 – W obecności króla Węgier Władysława I Świętego w Székesfehérvárze został otwarty grób pierwszego króla Stefana I Świętego – odtąd jest on czczony jako święty, chociaż jego oficjalna konsekracja nastąpiła dopiero w czasach Kolomana Uczonego.
- 1207 – Wybuchł wielki pożar Magdeburga, który m.in. strawił doszczętnie miejscową katedrę.
- 1303:
  - Rozpoczęła się bitwa pod Mardż as-Saffar między Mamelukami a Ilchanidami.
  - Został założony największy w Europie Uniwersytet Rzymski „La Sapienza”.
- 1421 – Husyci pod wodzą Jana Žižki pokonali pikardów nad rzeką Nežárką i spalili na stosie 25 z nich. Pozostali zginęli podczas egzekucji w Pradze.
- 1499 – Wojna austriacko-szwajcarska: zwycięstwo wojsk szwajcarskich w bitwie pod Frastanz.
- 1511 – Portugalczycy odkryli bezludne Wyspy Świętego Piotra i Pawła na południowym Atlantyku.
- 1534:
  - Jacques Cartier wypłynął z francuskiego Saint-Malo w poszukiwaniu zachodniej drogi morskiej do Azji.
  - W Tyburn powieszono Elizabeth Barton, nazywaną „mniszką z Kent” wraz z czterema zwolennikami.
- 1535 – Nad Sztokholmem było widoczne tzw. słońce poboczne.
- 1553 – Została erygowana archidiecezja bagdadzka Kościoła chaldejskiego.
- 1605 – Stefan Bocskay został wybrany podczas zjazdu szlachty w Szerencs na księcia Siedmiogrodu.
- 1653 – Rozwiązano angielski Długi Parlament; początek dyktatury Olivera Cromwella.
- 1657 – Wojna angielsko-hiszpańska: w zatoce Santa Cruz na Teneryfie admirał angielski Robert Blake całkowicie zniszczył hiszpańską „Srebrną Flotę” liczącą 16 okrętów.
- 1774 – James Cook odkrył Wyspy Pallisera w archipelagu Tuamotu na Pacyfiku.
- 1792 – Wybuchła wojna francusko-austriacka. Do Austrii dołączyły Prusy, a w następnym roku Wielka Brytania, Holandia, Hiszpania i Sardynia.
- 1809 – V koalicja antyfrancuska: zwycięstwo wojsk francuskich nad austriackimi w bitwie pod Abensbergiem.
- 1811 – Na Haiti ustanowiono Order św. Henryka.
- 1828 – Francuski podróżnik René-Auguste Caillié jako pierwszy nie muzułmanin dotarł do legendarnego miasta Timbuktu.
- 1836 – Alojzy II został księciem Liechtensteinu.
- 1845 – Ramón Castilla został po raz drugi prezydentem Peru.
- 1848 – Wiosna Ludów: zwycięstwo wojsk badeńsko-heskich nad republikańskimi powstańcami w bitwie pod Kandern.
- 1851 – José Rufino Echenique został prezydentem Peru.
- 1862 – Louis Pasteur i Claude Bernard przeprowadzili pierwszy udany test pasteryzacji.
- 1871 – Wszedł do obiegu pierwszy japoński znaczek pocztowy.
- 1876 – W Bułgarii wybuchło antytureckie powstanie kwietniowe.
- 1884 – Papież Leon XIII ogłosił encyklikę Humanum genus o zagrożeniach ze strony masonerii.
- 1885 – W Karaczi w dzisiejszym Pakistanie wyjechały na trasy pierwsze tramwaje parowe.
- 1888:
  - Æneas Mackay został premierem Holandii.
  - W wyniku najtragiczniejszego w historii gradobicia w indyjskim mieście Moradabad zginęło 246 osób.
- 1900 – Wyspa Niue na Pacyfiku została proklamowana protektoratem brytyjskim.
- 1903 – Amerykański astronom Raymond Dugan odkrył planetoidę (508) Princetonia.
- 1904 – Niemiecki astronom Max Wolf odkrył planetoidę (532) Herculina.
- 1908 – 44 osoby zginęły, a ponad 400 zostało rannych w zderzeniu dwóch pociągów pasażerskich pod Melbourne w Australii.
- 1910 – 40 górników zginęło w wyniku eksplozji w kopalni węgla kamiennego koło miasta Mulga w Alabamie.
- 1911 – Portugalski parlament uchwalił rozdział Kościoła od państwa.
- 1914:
  - Gwardia Narodowa dokonała masakry 20 strajkujących górników w Ludlow w stanie Kolorado.
  - Niemiecki astronom Franz Kaiser odkrył planetoidę (786) Bredichina.
  - Rewolucja meksykańska: zwycięstwo wojsk amerykańskich w bitwie o Veracruz.
- 1920:
  - W belgijskiej Antwerpii rozpoczęły się VII Letnie Igrzyska Olimpijskie.
  - W serii siedmiu tornad w stanach Missisipi i Alabama zginęły 224 osoby.
  - W Sèvres pod Paryżem podpisano traktat pokojowy pomiędzy państwami ententy a Turcją.
- 1923:
  - Podczas kongresu w Genewie PZPN został przyjęty do FIFA.
  - Ukazało się pierwsze wydanie nazistowskiego tygodnika „Der Stürmer“.
  - Wacłau Łastouski zrezygnował z funkcji premiera Białoruskiej Republiki Ludowej na uchodźstwie.
- 1924 – Ogłoszono konstytucję turecką modernizującą kraj i znoszącą poligamię.
- 1926 – Duan Qirui ustąpił ze stanowiska prezydenta Chin.
- 1927 – Giichi Tanaka został premierem Japonii.
- 1928 – W niemieckim Wiesbaden odbyła się premiera opery Porzucenie Ariadny Dariusa Milhauda.
- 1934 – Siedmiu radzieckich lotników, którzy uratowali załogę radzieckiego parowca SS „Czeluskin” zmiażdżonego przez lody w Arktyce, otrzymało po raz pierwszy tytuły Bohatera Związku Radzieckiego.
- 1938 – Premiera niemieckiego filmu dokumentalnego Olimpiada w reżyserii Leni Riefenstahl.
- 1941 – Bitwa o Atlantyk: brytyjski statek transportowy SS „Empire Endurance” został zatopiony na zachód od wysepki Rockall przez niemiecki okręt podwodny U-73, w wyniku czego zginęło 66 spośród 90 osób na pokładzie.
- 1944 – 160 osób zginęło, a ok. 5 tysięcy zostało rannych w norweskim porcie Bergen w wyniku eksplozji materiałów wybuchowych na skonfiskowanym przez Niemców holenderskim trawlerze ST „Voorbode”.
- 1945 – Zakończyły się prace Nadzwyczajnej Komisji ds. Ustalenia i Badania Zbrodni Niemieckich w rejonie kleckim na Białorusi.
- 1947:
  - Fryderyk IX został królem Danii.
  - Podczas kongresu w Paryżu u powołano Międzynarodową Federację Piłki Siatkowej (FIVB).
- 1956 – Rozpoczęto seryjną produkcję samochodu osobowego Moskwicz 402.
- 1959 – Odbył się pierwszy lot komercyjny samolotu pasażerskiego Ił-18.
- 1961 – Amerykanin Harold Graham odbył pierwszy udany lot przy użyciu plecaka odrzutowego.
- 1962 – Został aresztowany przywódca francuskiej terrorystycznej organizacji OAS gen. Raoul Salan.
- 1963:
  - 65-letni nocny stróż zginął w zamachu bombowym na centrum rekrutacji armii kanadyjskiej w Montrealu, przeprowadzonym przez Front Wyzwolenia Quebecu (FLQ).
  - W brazylijskim São Paulo rozpoczęły się IV Igrzyska panamerykańskie.
  - Zamknięto na stałe dla zwiedzających jaskinię Lascaux w południowo-zachodniej części Francji, w której w 1940 roku odkryto rysunki i malowidła wykonane na ścianach w okresie paleolitu.
- 1964:
  - Weszła do sprzedaży Nutella produkowana przez włoską firmę Ferrero.
  - Wystartował kanał telewizyjny BBC Two.
- 1966 – 55 osób zginęło, a 127 zostało rannych w przeprowadzonym przez separatystów nagijskich zamachu bombowym na pociąg w Lumding w indyjskim stanie Asam.
- 1967 – 126 osób zginęło w katastrofie samolotu Bristol Britannia 175 szwajcarskich linii Globe Air na Cyprze.
- 1968:
  - 123 osoby zginęły w katastrofie Boeinga 707-344C należącego do South African Airways w Namibii.
  - Pierre Trudeau został premierem Kanady.
  - W duńskiej miejscowości Tastrup odbył się pierwszy koncert brytyjskiego zespołu Deep Purple, występującego wówczas pod nazwą Roundabout.
- 1970 – Władysław Gomułka został odznaczony Orderem Lenina.
- 1974 – Grupa rebeliantów dowodzona przez Hissèna Habré, późniejszego prezydenta Czadu, zaatakowała oazę Bardaï na Saharze, biorąc zakładników, w tym obywateli krajów zachodnich.
- 1978 – Lecący z Paryża do Seulu z międzylądowaniem w Anchorage na Alasce południowokoreański Boeing 707, po omyłkowym wleceniu w radziecką przestrzeń powietrzną, został ostrzelany przez myśliwiec i zmuszony do awaryjnego lądowania. W wyniku incydentu zginęło dwóch pasażerów.
- 1980 – W Hondurasie odbyły się pierwsze od 1971 roku wybory parlamentarne.
- 1988 – W Moskwie otwarto pierwsze w ZSRR boisko do baseballa.
- 1991 – W Tatarstanie utworzono Park Narodowy „Dolna Kama”.
- 1992 – Na stadionie Wembley w Londynie odbył się The Freddie Mercury Tribute Concert, zorganizowany w hołdzie zmarłemu na AIDS wokaliście grupy Queen.
- 1993 – Powstała organizacja ekologiczna Międzynarodowy Zielony Krzyż.
- 1994 – Wszedł w życie układ taszkencki o zbiorowym bezpieczeństwie niektórych państw WNP.
- 1995 – Szczątki Marii Skłodowskiej-Curie i Pierre’a Curie zostały uroczyście przeniesione do paryskiego Panteonu.
- 1998:
  - Niemiecka Frakcja Czerwonej Armii (RAF) ogłosiła samorozwiązanie.
  - W katastrofie francuskiego Boeinga 727 w Kolumbii zginęły 53 osoby.
  - W Salwadorze wprowadzono całkowity zakaz aborcji.
- 1999 – W masakrze w szkole średniej Columbine w amerykańskim stanie Kolorado zginęło 15 osób (w tym dwóch sprawców-samobójców), a 24 zostały ranne.
- 2005 – Prezydent Ekwadoru Lucio Gutiérrez został usunięty ze stanowiska przez parlament.
- 2006 – Han Myung-sook została pierwszą kobietą-premierem Korei Południowej.
- 2008 – Były biskup katolicki Fernando Lugo wygrał wybory prezydenckie w Paragwaju.
- 2010:
  - Doszło do eksplozji na platformie wiertniczej Deepwater Horizon w Zatoce Meksykańskiej, co zapoczątkowało katastrofę ekologiczną.
  - W Karagandzie w Kazachstanie zlikwidowano komunikację trolejbusową.
- 2011 – Wojna domowa w Libii: w wyniku ostrzału moździerzowego miasta Misrata zginęli fotoreporterzy Tim Hetherington i Chris Hondros.
- 2012 – 127 osób zginęło w katastrofie Boeinga 737-236 w Islamabadzie.
- 2013:
  - 193 osoby zginęły, a ponad 12 tys. zostało rannych w wyniku trzęsienia ziemi w chińskiej prowincji Syczuan.
  - Giorgio Napolitano jako pierwszy w historii prezydent Włoch został wybrany na II kadencję.
- 2016 – Thongloun Sisoulith został premierem a Boungnang Vorachith prezydentem Laosu.
- 2017:
  - Na Polach Elizejskich w Paryżu islamski terrorysta otworzył ogień z broni automatycznej do policjantów, zabijając jednego i ciężko raniąc dwóch kolejnych oraz niemiecką turystkę, po czym sam zginął od policyjnych kul.
  - Rosyjski Sąd Najwyższy zdelegalizował działalność Świadków Jehowy w Rosji jako organizacji ekstremistycznej.
- 2018 – Muchammedkałyj Abyłgazijew został premierem Kirgistanu.
- 2021 – Prezydent Czadu Idriss Déby zmarł z powodu ran odniesionych podczas dowodzenia operacją przeciwko rebeliantom na północy kraju. Konstytucja została zawieszona, a władzę przejęła Tymczasowa Rada Wojskowa na czele z synem Déby’ego, gen. Mahamatem Déby Itno.

## Zdarzenia astronomiczne ieksploracja kosmosu
- 1910 – Kometa Halleya przeszła przez peryhelium.
- 1967 – Amerykańska sonda Surveyor 3 wylądowała na Księżycu.
- 1983 – Wystrzelono statek kosmiczny Sojuz T-8 z załogową misją na stację orbitalną Salut 7.
- 2023 – Odbył się pierwszy lot dwustopniowej rakiety nośnej Starship opracowanej przez SpaceX. Rakieta wystartowała poprawnie, przekroczyła punkt maksymalnego oporu aerodynamicznego, ale nie udało się rozłączenie drugiego stopnia i lot został zakończony celowym wybuchem.

## Urodzili się
- 1492 – Pietro Aretino, włoski prozaik, poeta, dramaturg (zm. 1556)
- 1494 – Johannes Agricola, niemiecki teolog protestancki (zm. 1566)
- 1544 – Renata Lotaryńska, księżna Lotaryngii i Bawarii (zm. 1602)
- 1546 – Bernardo de Rojas y Sandoval, hiszpański duchowny katolicki, biskup Ciudad Rodrigo, biskup Pampeluny, biskup Jaén, arcybiskup Toledo, wielki inkwizytor Hiszpanii, kardynał (zm. 1618)
- 1552 – Fryderyk IV, książę legnicki (zm. 1596)
- 1563 – Mikołaj Rusca, szwajcarski duchowny katolicki, męczennik, błogosławiony (zm. 1618)
- 1586 – Róża z Limy, peruwiańska dominikanka, pierwsza święta katolicka pochodząca z Ameryki (zm. 1617)
- 1589 – Jan Kazimierz Wittelsbach, hrabia palatyn i książę Palatynatu-Zweibrücken-Kleeberg (zm. 1652)
- 1594 – Matthäus Apelt, niemiecki kompozytor (zm. 1648)
- 1605 – Christian Carpzov, niemiecki prawnik, wykładowca akademicki (zm. 1642)
- 1633 – Go-Kōmyō, cesarz Japonii (zm. 1654)
- 1646 – Charles Plumier, francuski zakonnik, podróżnik, botanik (zm. 1704)
- 1650 – Felice Boselli, włoski malarz (zm. 1732)
- 1660 – Krzysztof Stanisław Zawisza, polski szlachcic, polityk, wojskowy, pamiętnikarz (zm. 1721)
- 1702 – Johann Jacob Korn, niemiecki księgarz, wydawca (zm. 1756)
- 1727:
  - Tadeusz Kuntze, polski malarz (zm. 1793)
  - Florimont-Claude Mercy-Argenteau, austriacki dyplomata (zm. 1794)
- 1745 – Philippe Pinel, francuski psychiatra (zm. 1826)
- 1776 – Augustin Marie d’Aboville, francuski baron, generał (zm. 1843)
- 1788 – Juraj Haulík Váralyai, chorwacki duchowny katolicki, arcybiskup metropolita Zagrzebia, kardynał (zm. 1869)
- 1795 – Jan Nepomucen Marwicz, polski duchowny katolicki, biskup chełmiński (zm. 1886)
- 1798 – William Edmond Logan, kanadyjski geolog (zm. 1875)
- 1800 – Wojciech Stattler, polski malarz (zm. 1875)
- 1805 – Franz Xaver Winterhalter, niemiecki malarz, litograf (zm. 1873)
- 1807:
  - Aloysius Bertrand, francuski poeta pochodzenia włoskiego (zm. 1841)
  - Wincenty Pol, polski poeta, geograf pochodzenia niemieckiego (zm. 1872)
- 1808 – Napoleon III Bonaparte, francuski polityk, prezydent Francji i cesarz Francuzów (zm. 1873)
- 1814 – Filippo De Filippi, włoski lekarz, podróżnik, zoolog (zm. 1867)
- 1815 – Jørgen Matthias Christian Schiødte, duński przyrodnik, entomolog, arachnolog (zm. 1884)
- 1818 – Heinrich Göbel, niemiecki optyk, wynalazca (zm. 1883)
- 1820 – Carl Haag, niemiecki malarz, rytownik (zm. 1915)
- 1837 – Louis Artan, belgijski malarz (zm. 1890)
- 1839 – Karol I, król Rumunii (zm. 1914)
- 1845:
  - Hermann Jahnke, niemiecki pisarz, redaktor, wydawca (zm. 1908)
  - José Paranhos, brazylijski polityk, dyplomata (zm. 1912)
- 1846 – Wiaczesław Plehwe, rosyjski polityk (zm. 1904)
- 1847 – Karol Kościuszko-Waluszyński, polski archeolog (zm. 1907)
- 1850 – Jean-François Raffaëlli, francuski malarz, grafik, rzeźbiarz, litograf (zm. 1924)
- 1851 – Torakusu Yamaha japoński przedsiębiorca (zm. 1916)
- 1853:
  - Otto Knoop, niemiecki etnograf, folklorysta, pedagog (zm. 1931)
  - Emma Schürer, polska śpiewaczka operowa i operetkowa (sopran) (zm. 1896)
- 1855 – Tsuyoshi Inukai, japoński dziennikarz, polityk, premier Japonii (zm. 1932)
- 1856 – Jean Dybowski, francuski agronom, botanik, wykładowca akademicki, podróżnik pochodzenia polskiego (zm. 1928)
- 1857:
  - Herman Bang, duński pisarz (zm. 1912)
  - Konstanty Dowbor-Muśnicki, polski generał dywizji (zm. 1931)
  - Michał Tyszkiewicz-Łohojski, polsko-ukraiński hrabia, dyplomata Ukraińskiej Republiki Ludowej, publicysta, malarz, filantrop (zm. 1930)
- 1859:
  - Vincenzo Cerulli, włoski astronom (zm. 1927)
  - Walter Davidson, brytyjski urzędnik państwowy, dyplomata, administrator kolonialny (zm. 1923)
  - James Hutchison, australijski polityk pochodzenia szkockiego (zm. 1909)
- 1860:
  - Justinien Clary, francuski hrabia, strzelec i działacz sportowy (zm. 1933)
  - Charles Gordon Curtis, amerykański wynalazca, przemysłowiec (zm. 1953)
  - Ludwig Gattermann, niemiecki chemik, wykładowca akademicki (zm. 1920)
  - Jan Stanisław Amor Tarnowski, polski dyplomata, polityk (zm. 1928)
- 1861:
  - Hermann Muthesius, niemiecki architekt, teoretyk architektury (zm. 1927)
  - James D. Phelan, amerykański polityk (zm. 1930)
  - Arthur van Gehuchten, belgijski neurolog, anatom (zm. 1914)
- 1863 – Wiktor Gawroński, polski generał dywizji (zm. 1946)
- 1865:
  - Piotr Bieńkowski, polski archeolog, wykładowca akademicki (zm. 1925)
  - Filip Włodek, polski działacz ludowy, polityk (zm. 1942)
- 1866 – Helena Skłodowska-Szalay, polska nauczycielka, wizytatorka, działaczka oświatowa, polityk (zm. 1961)
- 1867:
  - Karol de Beaurain, polski psychiatra, psychoanalityk (zm. 1927)
  - George Hudson, nowozelandzki pocztowiec, entomolog, astronom pochodzenia brytyjskiego (zm. 1946)
- 1868:
  - Charles Maurras, francuski myśliciel polityczny, filozof (zm. 1952)
  - Adolf Warski, polski dziennikarz, publicysta, działacz komunistyczny pochodzenia żydowskiego (zm. 1937)
- 1869 – (lub 1868) Sheldon Lewis, amerykański aktor (zm. 1958)
- 1870:
  - Michel de Tarnowski, francuski rzeźbiarz pochodzenia polskiego (zm. 1946)
  - Nathan C. Wyeth, amerykański architekt (zm. 1963)
- 1871 – Eduard Slavoljub Penkala, chorwacki inżynier, wynalazca, konstruktor pochodzenia polsko-holenderskiego (zm. 1922)
- 1873:
  - Wojciech Korfanty, polski działacz narodowy na Górnym Śląsku, organizator III powstania śląskiego, polityk, poseł na Sejm i senator RP, wicepremier (zm. 1939)
  - Szymon (Szlejow), rosyjski biskup prawosławny (zm. 1921)
- 1874:
  - Zygmunt Radliński, polski chirurg, działacz socjalistyczny (zm. 1941)
  - Józef Trzeciak, polski rolnik, polityk, senator RP (zm. 1935)
- 1875:
  - Franciszek Ksawery Klimaszewski, polski duchowny katolicki, administrator diecezji saratowskiej (zm. 1939)
  - Edouard de Pomiane, francuski lekarz, autor książek kucharskich pochodzenia polskiego (zm. 1964)
- 1878:
  - Maria Refugia od św. Anioła, hiszpańska karmelitanka misjonarka, męczennica, błogosławiona (zm. 1936)
  - José Miaja, hiszpański generał, polityk (zm. 1958)
- 1879:
  - Italo Gariboldi, włoski generał (zm. 1970)
  - Hans Heinrich Müller, niemiecki architekt (zm. 1951)
  - Harold Temperley, brytyjski historyk (zm. 1939)
- 1881:
  - Sem Dresden, holenderski dyrygent, kompozytor, pedagog (zm. 1957)
  - Nikołaj Miaskowski, rosyjski kompozytor (zm. 1950)
  - Mariusz Skibniewski, polski jezuita, historyk Kościoła (zm. 1939)
- 1882:
  - Nicolae Ciupercă, rumuński generał, polityk, działacz antykomunistyczny (zm. 1950)
  - Harry Rosenswärd, szwedzki żeglarz sportowy (zm. 1955)
  - André Sainte-Laguë, francuski matematyk (zm. 1950)
  - Holland Smith, amerykański generał (zm. 1967)
- 1884:
  - Beatrycze z Saksonii-Coburga-Gothy, księżniczka Edynburga, księżna Hiszpanii i Galliery (zm. 1966)
  - Oliver Kirk, amerykański bokser (zm. 1960)
- 1885:
  - James Donahue, amerykański lekkoatleta, wieloboista (zm. 1966)
  - Cesare Moretti, włoski kolarz torowy (zm. ?)
- 1886 – Jimmy Moran, amerykański kolarz torowy (zm. 1951)
- 1888:
  - Ludwik Henryk Prentki, polski działacz komunistyczny (zm. 1937)
  - Wiktoria Valverde González, hiszpańska zakonnica, męczennica, błogosławiona (zm. 1937)
- 1889:
  - Eryk, książę szwedzki i norweski (zm. 1918)
  - Adolf Hitler, niemiecki polityk pochodzenia austriackiego, Wódz (Führer) i kanclerz III Rzeszy, przywódca NSDAP, ideolog narodowego socjalizmu, zbrodniarz wojenny, odpowiedzialny za zbrodnie przeciwko ludzkości (zm. 1945)
  - Tonny Kessler, holenderski piłkarz, krykiecista (zm. 1960)
  - Petro Szekeryk-Donykiw, ukraiński etnograf, polityk (zm. ok. 1940)
- 1890:
  - Maurice Duplessis, kanadyjski polityk, premier Quebecu (zm. 1959)
  - Béla Las-Torres, węgierski pływak (zm. 1915)
  - Antoni Potocki, polski urzędnik samorządowy, starosta powiatu morskiego (zm. 1939)
  - Adolf Schärf, austriacki polityk, prezydent Austrii (zm. 1965)
- 1891:
  - Aldo Finzi, włoski pilot, baloniarz, polityk faszystowski pochodzenia żydowskiego (zm. 1944)
  - Jurko Tiutiunnyk, ukraiński generał-chorąży (zm. 1930)
- 1892 – Euan Wallace, brytyjski polityk (zm. 1941)
- 1893:
  - Harold Lloyd, amerykański aktor (zm. 1971)
  - Joan Miró, hiszpański malarz, grafik, rzeźbiarz (zm. 1983)
  - Edna Parker, amerykańska superstulatka (zm. 2008)
- 1894:
  - Edward Bibring, austriacko-amerykański psychiatra, psychoanalityk pochodzenia żydowskiego (zm. 1959)
  - Władysław Jurgenson, polski kapitan pilot (zm. 1920)
  - Martinus Nijhoff, holenderski poeta, eseista (zm. 1953)
  - Enrico Prampolini, włoski malarz, rzeźbiarz, scenograf (zm. 1956)
- 1895:
  - Birger Cederin, szwedzki szpadzista (zm. 1942)
  - Henry de Montherlant, francuski pisarz (zm. 1972)
  - Jerzy Petersburski, polski kompozytor pochodzenia żydowskiego (zm. 1979)
- 1896 – Pinchus Turjan, radziecki kapitan (zm. 1976)
- 1897 – Kajetan Czarkowski-Golejewski, polski ziemianin, pilot samolotowy i szybowcowy, podpułkownik, publicysta  (zm. 1977)
- 1898:
  - Jan Drzewiecki, polski kapitan rezerwy piechoty (zm. 1942)
  - Antoni Krzyczkowski, polski podpułkownik łączności, inżynier elektryk (zm. 1981)
  - Sidney Lanfield, amerykański reżyser filmowy i telewizyjny (zm. 1972)
- 1899:
  - Siergiej Aksakow, rosyjski porucznik, kolaborant (zm. 1987)
  - Robert Elter, luksemburski piłkarz (zm. 1991)
- 1900:
  - Jerzy Korohoda, polski specjalista hodowli roślin, wykładowca akademicki (zm. 1991)
  - Fred Raymond, austriacki kompozytor (zm. 1954)
  - Emanuel Schäfer, niemiecki prawnik, funkcjonariusz i zbrodniarz nazistowski (zm. 1974)
  - Teodor Zaczyk, polski szpadzista, szablista, trener (zm. 1990)
- 1901:
  - Michel Leiris, francuski pisarz, etnolog, krytyk sztuki (zm. 1990)
  - Milena Piotrowska, polska pediatra (zm. 1996)
- 1902:
  - Weselin Stojanow, bułgarski kompozytor (zm. 1969)
  - Zofia Stulgińska, polska dziennikarka, tłumaczka, pisarka (zm. 1984)
- 1903:
  - Muhammad Fadil al-Dżamali, iracki polityk, premier Iraku (zm. 1997)
  - Dagmar Edqvist, szwedzka pisarka, scenarzystka filmowa (zm. 2000)
  - Wojciech Nierychlewski, polski duchowny katolicki, męczennik, błogosławiony (zm. 1942)
  - Geo Szkurupij, ukraiński pisarz (zm. 1937)
  - Franz Weselik, austriacki piłkarz (zm. 1962)
- 1904:
  - Iwan Afonin, radziecki generał porucznik, polityk (zm. 1979)
  - Edward Lewis Bartlett, amerykański polityk, senator (zm. 1968)
  - Bruce Cabot, amerykański aktor (zm. 1972)
  - George Stibitz, amerykański matematyk, fizyk, wynalazca (zm. 1995)
- 1905:
  - Jean Ginsberg, francuski architekt pochodzenia żydowskiego (zm. 1983)
  - Solomon Hochoy, trynidadzko-tobagijski polityk pochodzenia chińskiego, gubernator generalny (zm. 1983)
  - Hanna Januszewska, polska pisarka, poetka, tłumaczka (zm. 1980)
  - Jaap Meijer, holenderski kolarz torowy (zm. 1943)
  - Jerzy Modzelewski, polski duchowny katolicki, biskup pomocniczy warszawski (zm. 1986)
  - Albrecht Unsöld, niemiecki astrofizyk (zm. 1995)
- 1906:
  - Kang Gyeong-ae, koreańska pisarka, poetka, działaczka ruchu feministycznego i robotniczego (zm. 1944)
  - Natan Kozłowski, polski i amerykański malarz, ilustrator pochodzenia żydowskiego (zm. 1972)
  - Stanisław Pietraszkiewicz, polski podpułkownik pilot (zm. 1988)
- 1907:
  - Thure Ahlqvist, szwedzki bokser (zm. 1983)
  - Jan Mickunas, polski major artylerii konnej, jeździec sportowy (zm. 1973)
- 1908:
  - Stefan Bielecki, polski inżynier hydrotechnik, żołnierz TAP i AK, uczestnik powstania warszawskiego (zm. 1944)
  - Enzo Grossi, włoski komandor, podwodniak (zm. 1960)
  - Lionel Hampton, amerykański wibrafonista i perkusista jazzowy (zm. 2002)
  - Pierre Korb, francuski piłkarz (zm. 1980)
  - Luciano Montero, hiszpański kolarz torowy i szosowy (zm. 1993)
  - Stanisław Podgórski, polski architekt (zm. 1958)
  - Zygmunt Sokołowski, polski pułkownik (zm. 1953)
- 1909 – Witold Krzemieński, polski kompozytor, dyrygent, pedagog (zm. 2001)
- 1910:
  - Jan Dobraczyński, polski generał brygady, pisarz, publicysta, działacz katolicki, polityk, poseł na Sejm PRL (zm. 1994)
  - Witalis Ludwiczak, polski hokeista (bramkarz), wioślarz, porucznik, prawnik, wykładowca akademicki (zm. 1988)
  - Tomas Ojeda, chilijski piłkarz (zm. 1983)
  - Ron Paul, francuski lekkoatleta, sprinter i skoczek w dal (zm. 1998)
  - Harry Schulz, niemiecki zbrodniarz wojenny, członek Selbstschutzu (zm. 1984)
- 1911:
  - Reidar Andersen, norweski skoczek narciarski (zm. 1991)
  - Kukrit Pramoj, tajski pisarz, polityk, premier Tajlandii (zm. 1995)
- 1912:
  - Erik Larsson, szwedzki biegacz narciarski (zm. 1982)
  - Bogumił Wyszomirski, polski prawnik, poeta, felietonista (zm. 1959)
- 1913:
  - Carmelo Delgado Delgado, portorykański porucznik (zm. 1937)
  - Willi Hennig, niemiecki entomolog (zm. 1976)
  - Roger Rochard, francuski lekkoatleta, długodystansowiec (zm. 1993)
- 1914 – Carlo Biagi, włoski piłkarz (zm. 1986)
- 1915:
  - Maximilián Ujtelky, słowacki szachista pochodzenia węgierskiego (zm. 1979)
  - Alvin Weinberg, amerykański fizyk jądrowy (zm. 2006)
- 1916:
  - Gerard Dillon, irlandzki malarz (zm. 1971)
  - Wiera Gran, polska aktorka kabaretowa, piosenkarka (zm. 2007)
  - Emil Kapaun, amerykański duchowny katolicki, Sługa Boży (zm. 1951)
  - Phil Walters, amerykański kierowca wyścigowy (zm. 2000)
- 1917 – Luigi Griffanti, włoski piłkarz, bramkarz (zm. 2006)
- 1918:
  - Władysław Jóźwicki, polski urzędnik, harcerz, żołnierz AK (zm. 1943)
  - Ludwik Konarzewski (junior), polski malarz, rzeźbiarz, pedagog (zm. 1989)
  - Kai M. Siegbahn, szwedzki fizyk, laureat Nagrody Nobla (zm. 2007)
- 1919:
  - Stanisław Karol Dangel, polski podharcmistrz, podporucznik rezerwy artylerii (zm. 1943)
  - Józef Ponitycki, polski satyryk, scenarzysta filmowy (zm. 1980)
- 1920:
  - Max Leichter, niemiecki zapaśnik (zm. 1981)
  - Ronald Speirs, amerykański podpułkownik (zm. 2007)
  - John Paul Stevens, amerykański prawnik, sędzia Sądu Najwyższego (zm. 2019)
  - Teseo Taddia, włoski lekkoatleta, młociarz (zm. 1983)
  - Gianrico Tedeschi, włoski aktor (zm. 2020)
- 1921:
  - Stanisława Łopuszańska, polska aktorka (zm. 2016)
  - Jerzy Siwy, polski aktor (zm. 1983)
- 1922:
  - Dante Bernini, włoski duchowny katolicki, biskup Albano (zm. 2019)
  - Gunvor Björhäll, szwedzka curlerka (zm. ?)
  - Tadeusz Kryska-Karski, polski historyk, dziennikarz (zm. 2011)
  - Witold Lisowski, polski żołnierz AK, uczestnik powstania warszawskiego (zm. 1944)
  - Anna Pawełczyńska, polska socjolog kultury, profesor nauk humanistycznych (zm. 2014)
  - Ruth Ashton Taylor, amerykańska dziennikarka (zm. 2024)
- 1923:
  - Sten Andersson, szwedzki polityk (zm. 2006)
  - Irene Lieblich, amerykańska malarka, ilustratorka (zm. 2008)
  - Tito Puente, portorykański kompozytor, aranżer, instrumentalista (zm. 2000)
- 1924:
  - Nina Foch, amerykańska aktorka (zm. 2008)
  - Miroslav Komárek, czeski językoznawca, wykładowca akademicki (zm. 2013)
  - Leslie Phillips, brytyjski aktor (zm. 2022)
  - Anna Przemyska, polska autorka literatury dziecięcej i młodzieżowej (zm. 1995)
- 1925:
  - Jerzy Łoziński, polski historyk sztuki (zm. 1996)
  - Irena Rybczyńska-Holland, polska dziennikarka, publicystka
  - Elena Verdugo, amerykańska aktorka (zm. 2017)
  - Maria Więckowska, polska sanitariuszka AK, uczestniczka powstania warszawskiego (zm. 1944)
- 1926:
  - Wojciech Barański, polski generał broni, działacz sportowy, dyplomata (zm. 2006)
  - Lech Izbicki, polski ortopeda (zm. 2011)
  - Christian Mohn, norweski skoczek narciarski, działacz sportowy (zm. 2018)
- 1927:
  - Tim Burstall, australijski reżyser filmowy (zm. 2004)
  - Phil Hill, amerykański kierowca wyścigowy (zm. 2008)
  - Karl Alexander Müller, szwajcarski fizyk, laureat Nagrody Nobla (zm. 2023)
- 1928:
  - Gordon Audley, kanadyjski łyżwiarz szybki (zm. 2012)
  - Robert Byrne, amerykański szachista, dziennikarz (zm. 2013)
- 1929:
  - Domenico Corcione, włoski generał, szef sztabu obrony Włoskich Sił Zbrojnych, polityk, minister obrony (zm. 2020)
  - Bohdan Lewartowski, polski fizjolog, profesor nauk medycznych (zm. 2024)
  - Ringaudas Songaila, litewski polityk komunistyczny (zm. 2019)
  - Jan Stęszewski, polski muzykolog (zm. 2016)
- 1930:
  - Giuseppe De Andrea, włoski duchowny katolicki, arcybiskup, nuncjusz apostolski (zm. 2016)
  - Ivo Fürer, szwajcarski duchowny katolicki, biskup Sankt Gallen (zm. 2022)
  - Tadeusz Jankowski, polski biegacz narciarski (zm. 2022)
  - Antony Jay, brytyjski dziennikarz, scenarzysta i producent filmowy i telewizyjny (zm. 2016)
  - Stuart Lewis-Evans, brytyjski kierowca wyścigowy (zm. 1958)
  - Jerzy Próchnicki, polski aktor (zm. 2016)
  - Barbara Szacka, polska socjolog (zm. 2025)
  - Ryszard Wachowski, polski rzeźbiarz (zm. 1985)
- 1931:
  - Józef Gromek, polski szachista (zm. 1985)
  - Gereon Iwański, polski historyk ruchu robotniczego (zm. 2009)
  - Jerzy Redlich, polski dziennikarz, korespondent, tłumacz (zm. 2023)
  - Włodzimierz Wajnert, polski architekt, dziennikarz, ilustrator (zm. 2008)
- 1932:
  - Jędrzej Bednarowicz, polski koszykarz
  - Józef Razowski, polski entomolog, lepidopterolog
- 1933:
  - Kristaq Dhamo, albański reżyser, scenarzysta i krytyk filmowy (zm. 2022)
  - Karl Terrence Hudson-Phillips, trynidadzko-tobagijski prawnik, polityk (zm. 2014)
- 1934:
  - Bogumił Ferensztajn, polski polityk, minister gospodarki przestrzennej i budownictwa (zm. 1996)
  - Príamo Tejeda, dominikański duchowny katolicki, biskup Baní (zm. 2024)
- 1935:
  - Mario Camus, hiszpański reżyser i scenarzysta filmowy (zm. 2021)
  - Tomás Osvaldo González Morales, chilijski duchowny katolicki, biskup Punta Arenas (zm. 2022)
  - Kim Hi T’aek, północnokoreański polityk (zm. 2023)
  - Jurij Siemionow, rosyjski inżynier, konstruktor, wykładowca akademicki
  - Thee Kian Wie, indonezyjski ekonomista, wykładowca akademicki (zm. 2014)
- 1936:
  - Alfons (II) Burbon, książę Andegawenii, legitymistyczny pretendent do tronu Francji (zm. 1989)
  - Krystyn Matwijowski, polski historyk, wykładowca akademicki (zm. 2017)
  - Pat Roberts, amerykański polityk, senator
- 1937:
  - Damaskin (Bodry), rosyjski biskup prawosławny (zm. 1989)
  - Jiří Dienstbier, czeski dziennikarz, dysydent, polityk (zm. 2011)
  - Krystyna Rodowska, polska poetka, krytyk literacki, tłumaczka
  - Josef Stiegler, austriacki narciarz alpejski
  - George Takei, amerykański aktor pochodzenia japońskiego
- 1938:
  - Daniel Buechlein, amerykański duchowny katolicki, arcybiskup metropolita Indianapolis (zm. 2018)
  - Betty Cuthbert, australijska lekkoatletka, sprinterka (zm. 2017)
  - Manfred Kinder, niemiecki lekkoatleta, sprinter i średniodystansowiec
  - Bernard Malivoire, francuski wioślarz (zm. 1982)
  - Igor Siergiejew, rosyjski dowódca wojskowy, marszałek, polityk (zm. 2006)
  - Johnny Tillotson, amerykański piosenkarz, autor tekstów (zm. 2025)
  - Juan Manuel Torres-Sáenz, meksykański pisarz, reżyser filmowy (zm. 1980)
- 1939:
  - Peter S. Beagle, amerykański pisarz fantasy, scenarzysta filmowy, piosenkarz folkowy pochodzenia żydowskiego
  - Gro Harlem Brundtland, norweska lekarka, polityk, premier Norwegii
  - Anna Radziwiłł, polska historyk, pedagog, polityk, wiceminister edukacji, senator RP (zm. 2009)
- 1940:
  - James Gammon, amerykański aktor (zm. 2010)
  - Antonio Mattiazzo, włoski duchowny katolicki, biskup Padwy, arcybiskup ad personam
  - Pilar Miró, hiszpańska reżyserka i scenarzystka filmowa (zm. 1997)
- 1941:
  - José Francisco Alves, portugalski duchowny katolicki, arcybiskup Évory
  - Alewtina Aparina, rosyjska polityk (zm. 2013)
  - Grace Coddington, brytyjska modelka, dziennikarka
  - Åshild Hauan, norweska polityk, gubernator okręgu Nordland (zm. 2017)
  - Janusz Kubicki, polski ginekolog-położnik, wykładowca akademicki (zm. 2025)
  - Józef Michalik, polski duchowny katolicki, arcybiskup przemyski, przewodniczący Konferencji Episkopatu Polski
  - Juan Miranda, meksykański kulturysta, aktor (zm. 2009)
  - Márton Moyses, rumuński poeta (zm. 1970)
  - Ryan O’Neal, amerykański aktor (zm. 2023)
- 1942:
  - Hank Finkel, amerykański koszykarz
  - Zofia Gołubiew, polska historyk sztuki, muzealnik (zm. 2022)
  - Ha Jung-won, północnokoreański piłkarz
  - Zoltán Nemere, węgierski szpadzista (zm. 2001)
  - Casimir Oyé-Mba, gaboński polityk, dyrektor Banku Państw Afryki Środkowej, premier Gabonu (zm. 2021)
  - Arto Paasilinna, fiński dziennikarz, pisarz (zm. 2018)
- 1943:
  - John Eliot Gardiner, brytyjski dyrygent
  - Jacek Gawroński, polski chemik (zm. 2020)
  - Edie Sedgwick, amerykańska aktorka (zm. 1971)
- 1944:
  - Georges de Brémond d’Ars, francuski polityk (zm. 2012)
  - Jan Cych, polski lekkoatleta, długodystansowiec (zm. 2024)
  - Andrzej Gałażewski, polski polityk, eurodeputowany
  - Phillip Margolin, amerykański pisarz
- 1945:
  - Pio Alves, potrtugalski duchowny katolicki, biskup pomocniczy Porto
  - Michael Brandon, amerykański aktor
  - Géza Fejér, węgierski lekkoatleta, dyskobol
  - Stanisław Głąb, polski chemik (zm. 2008)
  - Gregory Olsen, amerykański przedsiębiorca, turysta kosmiczny
  - Vincenzo Paglia, włoski duchowny katolicki, arcybiskup
  - Thein Sein, birmański generał, polityk, premier i prezydent Birmy
  - Naftali Temu, kenijski lekkoatleta, długodystansowiec (zm. 2003)
- 1946:
  - Georges Bakar, egipski duchowny melchicki, arcybiskup (wikariusz apostolski) Aleksandrii
  - Sabine Bergmann-Pohl, niemiecka polityk
  - Sandro Chia, włoski malarz, rzeźbiarz
  - Wojciech Gierłowski, polski reżyser filmów animowanych (zm. 2007)
  - Fedor den Hertog, holenderski kolarz szosowy i torowy (zm. 2011)
  - Frank Kabui, salomoński polityk, gubernator generalny Wysp Salomona
  - Ricardo Maduro, honduraski ekonomista, przedsiębiorca, polityk, prezydent Hondurasu
  - George Sheltz, amerykański duchowny katolicki, biskup pomocniczy Galveston-Houston (zm. 2021)
- 1947:
  - Giorgio Corbellini, włoski duchowny katolicki, biskup, wysoki urzędnik Kurii Rzymskiej (zm. 2019)
  - Hans-Johann Färber, niemiecki wioślarz
  - Jan Krekels, holenderski kolarz szosowy
  - Luigi Maifredi, włoski trener piłkarski, komentator telewizyjny
  - Wiktor Suworow, rosyjski wojskowy, funkcjonariusz wywiadu, pisarz, dysydent
  - Andrzej Witkowski, polski biolog, wykładowca akademicki (zm. 2017)
- 1948:
  - Gregory Itzin, amerykański aktor (zm. 2022)
  - Juan Ramón Martínez, salwadorski piłkarz (zm. 2024)
  - Paul Milgrom, amerykański ekonomista
  - Grażyna Sołtyk, polska dziennikarka, polityk, poseł na Sejm RP
- 1949:
  - Massimo D’Alema, włoski polityk, premier Włoch
  - Jessica Lange, amerykańska aktorka
- 1950:
  - Janusz Centka, polski pilot szybowcowy
  - Humberto Coelho, portugalski piłkarz, trener
  - Aleksandr Lebied´, rosyjski generał, polityk (zm. 2002)
  - Włodzimierz Staniewski, polski reżyser teatralny
- 1951:
  - Louise Jameson, brytyjska aktorka
  - Zbigniew Mentzel, polski prozaik, eseista, felietonista, filolog polski
  - Luther Vandross, amerykański wokalista rhythm and bluesowy (zm. 2005)
- 1952:
  - Dan Benishek, amerykański polityk pochodzenia czesko-polskiego
  - Merete Lien, norweska pisarka
  - Božidar Maljković, serbski koszykarz, trener
- 1953:
  - Sebastian Faulks, brytyjski pisarz, dziennikarz
  - Nikołaj Grynczarow, bułgarski piłkarz (zm. 1997)
  - François Sauvadet, francuski polityk
  - Majda Širca, słoweńska dziennikarka, polityk
- 1954:
  - Teodor Danysz, polski muzyk, kompozytor, założyciel zespołu Kwadrat (zm. 2014)
  - Piotr Gliński, polski socjolog, wykładowca akademicki, polityk, poseł na Sejm RP, minister kultury i dziedzictwa narodowego, wicepremier
  - Ralph Pichler, szwajcarski bobsleista
  - Mieke Vogels, belgijska polityk
  - Ludwik Zalewski, polski podpułkownik, polityk, senator RP (zm. 2025)
- 1955:
  - Dariusz Adamczyk, polski lekkoatleta, sprinter
  - Teodor Kosiarski, polski samorządowiec, burmistrz Łęcznej
  - Svante Pääbo, szwedzki biolog, laureat Nagrody Nobla w dziedzinie fizjologii lub medycyny
  - Donald Pettit, amerykański inżynier chemik, astronauta
  - René Valenzuela, chilijski piłkarz
- 1956:
  - Beatrice Ask, szwedzka polityk
  - Peter Chelsom, brytyjski aktor, reżyser filmowy
  - Prudencio Norales, honduraski piłkarz
  - Mariola Platte, polska pisarka, poetka, eseistka, felietonistka, autorka tekstów piosenek (zm. 2015)
  - Andrzej Wiśniewski, polski polityk, samorządowiec, prezydent Grudziądza
- 1957:
  - Aviva Chomsky, amerykańska historyk, pisarka pochodzenia żydowskiego
  - Lluís Homar, hiszpański aktor
  - Romuald Kosieniak, polski geodeta, polityk, wojewoda kujawsko-pomorski
  - Jerzy Stanek, polski iluzjonista
- 1958:
  - Dragan Đokanović, serbski polityk
  - Wiaczesław Fietisow, rosyjski hokeista, trener i działacz hokejowy
  - Böyükağa Hacıyev, azerski piłkarz, trener (zm. 2018)
- 1959:
  - Clint Howard, amerykański aktor
  - Anatolij Kucew, ukraiński piłkarz, trener i sędzia piłkarski (zm. 2016)
  - Stefano Manetti, włoski duchowny katolicki, biskup Montepulciano-Chiusi-Pienzy
  - Joannicjusz (Mićović), serbski biskup prawosławny
  - Yuji Okumoto, amerykański aktor pochodzenia japońskiego
  - Suswono, indonezyjski polityk
  - James Wong, amerykański reżyser, scenarzysta i producent filmowy pochodzenia chińskiego
  - Vita Żelakeviciute, litewska scenarzystka, reżyserka i montażystka filmów dokumentalnych, pedagog
- 1960:
  - Simon Beckett, brytyjski pisarz, dziennikarz
  - Edmilson Amador Caetano, brazylijski duchowny katolicki, biskup Guarulhos
  - Miguel Díaz-Canel, kubański polityk, przewodniczący Rady Państwa i przewodniczący Rady Ministrów Republiki Kuby
  - Debbie Flintoff-King, australijska lekkoatletka, płotkarka
  - Janusz Jojko, polski piłkarz, bramkarz, trener i działacz piłkarski
  - Marek Łatas, polski nauczyciel, polityk, poseł na Sejm RP
  - Marlies Rostock, niemiecka biegaczka narciarska
- 1961:
  - Lucjan Broniewicz, polski historyk (zm. 2011)
  - Konstantin Ławronienko, rosyjski aktor pochodzenia ukraińskiego
  - Don Mattingly, amerykański baseballista
- 1962:
  - Sigurður Ingi Jóhannsson, islandzki polityk, premier Islandii
  - Wołodymyr Luty, ukraiński piłkarz, trener
  - Thomas Schwab, niemiecki saneczkarz
  - Brian Shimer, amerykański bobsleista
- 1963:
  - Lars Degerman, szwedzki szachista
  - Adrián Fernández, meksykański kierowca wyścigowy
  - Gianfranco Gallone, włoski duchowny katolicki, arcybiskup, nuncjusz apostolski
- 1964:
  - Gao Zhisheng, chiński prawnik, dysydent
  - Crispin Glover, amerykański aktor, malarz, muzyk
  - Nazar Honczar, ukraiński poeta, performer (zm. 2009)
  - Maciej Kosycarz, polski fotoreporter (zm. 2020)
  - Urszula Kryger, polska śpiewaczka operowa (mezzosopran), pianistka
  - Ursula Owusu, ghańska polityczka
  - Andy Serkis, brytyjski reżyser, aktor
  - Serafín Zubiri, hiszpański piosenkarz, kompozytor, pianista
- 1965:
  - Mahdi Ali, emiracki piłkarz, trener
  - Didier Faivre-Pierret, francuski kolarz szosowy
  - April March, amerykańska piosenkarka, autorka tekstów
  - Rolf Sørensen, duński kolarz szosowy
- 1966:
  - Kamel Hammiche, algierski i francuski zapaśnik
  - Tomasz Różycki, polski muzyk, wokalista, członek zespołów: Collage i Believe
- 1967:
  - Raymond van Barneveld, holenderski darter
  - Wojciech Jasiński, polski przedsiębiorca, samorządowiec, prezydent Żyrardowa
  - Alan McLoughlin, irlandzki piłkarz (zm. 2021)
  - Lydia Nsekera, burundyjska działaczka piłkarska
  - Mike Portnoy, amerykański perkusista, członek zespołu Dream Theater
  - Townsend Saunders, amerykański zapaśnik
- 1968:
  - Todd Birr, amerykański curler
  - Ben van der Burg, holenderski łyżwiarz szybki
  - Patrik Burman, szwedzki curler
  - William deVry, kanadyjski aktor
  - Patrick Konchellah, kenijski lekkoatleta, średniodystansowiec (zm. 2009)
  - Arkadiusz Skrzypaszek, polski pięcioboista nowoczesny
  - Jelena Välbe, rosyjska biegaczka narciarska
- 1969:
  - Felix Baumgartner, austriacki spadochroniarz, BASE jumper (zm. 2025)
  - Alberto Herreros, hiszpański koszykarz
  - Erik Holtan, norweski piłkarz, bramkarz, trener
  - Ambroży (Meleacă), rumuński biskup prawosławny
  - Xavier Novell Gomá, hiszpański duchowny katolicki, biskup Solsony
  - Joaquín del Olmo, meksykański piłkarz, trener
- 1970:
  - Artiom Chadżybiekow, rosyjski strzelec sportowy
  - Alice Dubois, francuska judoczka
  - Shemar Moore, amerykański aktor
  - Herbert Nitsch, austriacki nurek
  - Adam Wójcik, polski koszykarz (zm. 2017)
- 1971:
  - Paul Dempsey, irlandzki duchowny katolicki, biskup Achonry
  - Maksim Geller, izraelski zapaśnik
  - Allan Houston, amerykański koszykarz
  - Marcin Kusiński, polski tenisista stołowy
  - Dariusz Romuzga, polski piłkarz
- 1972:
  - Dorota Bukowska, polska koszykarka
  - Carmen Electra, amerykańska aktorka, piosenkarka, modelka
  - Swietłana Iszmuratowa, rosyjska biathlonistka
  - Željko Joksimović, bałkański kompozytor
  - Jan Mancewicz, polski aktor
  - Stephen Marley, jamajski muzyk
- 1973:
  - Wojciech Kukuczka, polski koszykarz
  - Honorata Motylewska, polska wioślarka
  - Lamond Murray, amerykański koszykarz
  - Peter Pollák, słowacki nauczyciel, polityk narodowości romskiej
  - Julie Powell, amerykańska pisarka (zm. 2022)
  - Toshihide Saitō, japoński piłkarz
  - Isabel dos Santos, angolska bizneswoman, miliarderka
- 1974:
  - Agnieszka Gołębiowska, polska lekkoatletka, biegaczka średniodystansowa
  - Szymon Krzeszowiec, polski skrzypek, pedagog
  - Piotr Markuszewski, polski żużlowiec
  - Tōru Oniki, japoński piłkarz, trener
  - Urmas Paet, estoński polityk
  - Joênia Wapixana, brazylijska adwokat, polityk
- 1975:
  - Dariusz Adamczyk, polski lekkoatleta, sprinter
  - Dominick Guinn, amerykański bokser
  - Elina Hirvonen,fińska pisarka, dziennikarka, autorka filmów dokumentalnych
  - Atifete Jahjaga, kosowska policjantka, polityk, prezydent Kosowa
  - Jacek Kloczkowski, polski politolog, wykładowca akademicki, publicysta
  - Chikara Tanabe, japoński zapaśnik
- 1976:
  - Aldo Bobadilla, paragwajski piłkarz, bramkarz
  - Shay Given, irlandzki piłkarz, bramkarz
  - Joseph Lawrence, amerykański aktor
  - Marcin Macuk, polski muzyk, kompozytor, wokalista, producent muzyczny, członek zespołów: Hey, Snuz i Pogodno
  - Calvin Marlin, południowoafrykański piłkarz, bramkarz
- 1977:
  - Alejandro Cichero, wenezuelski piłkarz
  - Grażyna Prokopek, polska lekkoatletka, sprinterka
  - Meelis Rooba, estoński piłkarz
- 1978:
  - Miguel Acosta, wenezuelski bokser
  - Aleksiej Badiukow, rosyjski hokeista
  - Mathew Hayman, australijski kolarz szosowy
  - Jennie Reed, amerykańska kolarka torowa
  - David Sánchez, hiszpański tenisista
  - Matthew Wilkas, amerykański aktor, dramaturg
- 1979:
  - Elie Aiboy, indonezyjski piłkarz
  - Annekathrin Bach, niemiecka aktorka
  - Wayne Barnes, angielski sędzia rugby
  - Victor Berco, mołdawski piłkarz
  - Karolina Cicha, polska piosenkarka, kompozytorka, multiinstrumentalistka, aktorka
  - Tuomas Haapala, fiński piłkarz
  - Jussi Hautamäki, fiński skoczek narciarski
  - Beth Iskiw, kanadyjska curlerka
  - Ludovic Magnin, szwajcarski piłkarz, trener
  - Nate Marquardt, amerykański zawodnik MMA
  - Jakub Novotný, czeski siatkarz
  - Tatjana Połnowa, rosyjska lekkoatletka, tyczkarka
  - Wojciech Trawczyński, polski siatkarz (zm. 2004)
- 1980:
  - Yuri van Gelder, holenderski gimnastyk
  - Vibeke Skofterud, norweska biegaczka narciarska (zm. 2018)
  - Jasmin Wagner, niemiecka piosenkarka
- 1981:
  - Paulo Almeida, brazylijski piłkarz
  - Łukasz Krupa, polski przedsiębiorca, polityk, poseł na Sejm RP
  - Ermal Meta, włoski piosenkarz, autor piosenek, multiinstrumentalista pochodzenia albańskiego
  - Sylwia Pycia, polska siatkarka
  - Ronald Raldes, boliwijski piłkarz
- 1982:
  - Jānis Blūms, łotewski koszykarz
  - Jacqueline Govaert, holenderska wokalistka, pianistka, autorka tekstów, członkini zespołu Krezip
  - Dario Knežević, chorwacki piłkarz
  - Keiichirō Nagashima, japoński łyżwiarz szybki
  - Krzysztof Urbański, polski saksofonista jazzowy, kompozytor
- 1983:
  - Alison Bartosik, amerykańska pływaczka synchroniczna
  - Danny Granger, amerykański koszykarz
  - Miranda Kerr, australijska modelka
  - Erik Segerstedt, szwedzki piosenkarz
- 1984:
  - Michel Batista, kubański zapaśnik
  - Nelson Évora, portugalski lekkoatleta, skoczek w dal pochodzenia kabowerdyjskiego
  - Jordan Malone, amerykański łyżwiarz szybki, specjalista short tracku
  - Edixon Perea, kolumbijski piłkarz
  - Arman Sziłmanow, kazachski taekwondzista
- 1985:
  - Kamil Chanas, polski koszykarz
  - Tony Craig, angielski piłkarz
  - Baye Djiby Fall, senegalski piłkarz
  - Brad Evans, amerykański piłkarz
  - Felipe Félix, brazylijski piłkarz
  - Curt Hawkins, amerykański wrestler
  - Juma Kaseja, tanzański piłkarz, bramkarz
  - Michał Kościuszko, polski kierowca rajdowy
  - Billy Magnussen, amerykański aktor pochodzi norwesko-litewskiego
  - Bergur Midjord, farerski piłkarz
  - Pavle Ninkov, serbski piłkarz
  - Brent Seabrook, kanadyjski hokeista
  - Salome Wanjala, kenijska siatkarka
  - Nina Žižić, czarnogórska piosenkarka
- 1986:
  - Julien Bahain, francuski wioślarz
  - Wladimer Dwaliszwili, gruziński piłkarz
  - Ryan Fenech, maltański piłkarz
  - Naldo Kwasie, surinamski piłkarz
  - Ivan Maraš, czarnogórski koszykarz
  - Natalia Sikora, polska aktorka, piosenkarka
  - Su Dajin, chiński sztangista
- 1987:
  - Abebaw Butako, etiopski piłkarz
  - Maciej Dąbrowski, polski piłkarz
  - Ammar Jemal, tunezyjski piłkarz
  - Dragan Labović, serbski koszykarz (zm. 2025)
  - Angelica Robinson, amerykańska koszykarka
  - Anna Rossinelli, szwajcarska wokalistka, członkini zespołu Anne Claire
  - Sevim Sinmez Serbest, turecka lekkoatletka, skoczkini w dal i trójskoczkini
- 1988:
  - Brandon Belt, amerykański baseballista
  - Meline Daluzjan, ormiańska sztangistka
  - Svenja Engelhardt, niemiecka siatkarka
  - Ginette Mfutila, kongijska koszykarka
  - Radmila Petrović, czarnogórska piłkarka ręczna
  - Marek Piechowicz, polski koszykarz
  - Kevin Schmidt, niemiecki piłkarz ręczny
- 1989:
  - Marta Drpa, serbska siatkarka
  - Alexandre Pilat, francuski wioślarz
  - Carlos Valdes, amerykański aktor
  - Sergei Zenjov, estoński piłkarz
- 1990:
  - Randy Edwini-Bonsu, kanadyjski piłkarz pochodzenia ghańskiego
  - Nabil Ghilas, algierski piłkarz
  - Hanna Łyczbińska, polska florecistka
  - Marta Łyczbińska, polska florecistka
  - Ayşe Melis Gürkaynak, turecka siatkarka
  - Shō Suzuki, japoński skoczek narciarski
  - Audrey Tcheuméo, francuska judoczka
- 1991:
  - Farchad Charki, kazachski sztangista
  - Oleg Krikun, rosyjski siatkarz pochodzenia ukraińskiego
  - Allie Will, amerykańska tenisistka
  - Filip Wypych, polski pływak
- 1992:
  - Octavious Freeman, amerykańska lekkoatletka, sprinterka
  - Wieronika Korsunowa, rosyjska narciarka dowolna
- 1993:
  - Omar Abada, tunezyjski koszykarz
  - Viktor Bromer, duński pływak
  - Doneil Henry, kanadyjski piłkarz
  - Filip Ingebrigtsen, norweski lekkoatleta, średniodystansowiec
  - Madison Kingdon, amerykańska siatkarka
- 1994:
  - Ali Kaya, turecki lekkoatleta, długodystansowiec pochodzenia kenijskiego
  - Gladys Kazadi, belgijska polityczka pochodzenia kongijskiego
  - Pawieł Kuliżnikow, rosyjski łyżwiarz szybki
  - Khaddi Sagnia, szwedzka lekkoatletka, skoczkini w dal
  - Jordan Thompson, australijski tenisista
- 1995: 
  - Irina Nowikowa, rosyjska pływaczka
  - Eduard Sobol, ukraiński piłkarz
  - Natalia Szroeder, polska piosenkarka, autorka tekstów
- 1996:
  - Kris Clyburn, amerykański koszykarz
  - Weriko Czumburidze, turecka skrzypaczka pochodzenia gruzińskiego
  - Anna Danesi, włoska siatkarka
  - Anže Lanišek, słoweński skoczek narciarski
- 1997:
  - Morgan Bertsch, amerykańska koszykarka
  - Mikkel Kallesøe, duński piłkarz
  - Isa Shapiev, uzbecki zapaśnik
  - Alexander Zverev, niemiecki tenisista pochodzenia rosyjskiego
- 1998:
  - Lauren Cox, amerykańska koszykarka
  - Harry Froling, australijski koszykarz
  - Natalia Nosek, polska piłkarka ręczna
  - David Ali Sonboly, niemiecki masowy morderca pochodzenia irańskiego (zm. 2016)
  - Dries Vanthoor, belgijski kierowca wyścigowy
  - Branko Vujović, czarnogórski piłkarz ręczny
- 1999:
  - Anna Patten, angielska piłkarka
  - Fabio Quartararo, francuski motocyklista wyścigowy
  - Jeremi Sikorski, polski piosenkarz, muzyk, aktor
  - Carly Rose Sonenclar, amerykańska piosenkarka, aktorka
- 2000 – Ochai Agbaji, amerykański koszykarz
- 2001:
  - Nadja Kälin, szwajcarska biegaczka narciarska
  - Pia Skrzyszowska, polska lekkoatletka, sprinterka i płotkarka
- 2002:
  - Irina Aleksiejewa, rosyjska gimnastyczka
  - Anouar Ait El Hadj, belgijski piłkarz pochodzenia marokańskiego
  - Gyda Hansen, norweska skoczkini narciarska, specjalistka kombinacji norweskiej
  - Georginio Rutter, francuski piłkarz pochodzenia martynikańskiego
- 2003:
  - Johan Bakayoko, belgijski piłkarz pochodzenia iworyjskiego
  - Tio Cipot, słoweński piłkarz
  - Kay Flock, amerykański raper pochodzenia portorykańsko-dominikańskiego
- 2004:
  - Biro, brazylijski piłkarz
  - Dijon Kameri, austriacki piłkarz pochodzenia albańskiego
  - Rok Masle, słoweński skoczek narciarski
  - Dominik Ratajczak, polski kolarz szosowy i torowy
- 2005 – Diego Ochoa, meksykański piłkarz
- 2006:
  - Filip Rejczyk, polski piłkarz
  - Felix Trunz, szwajcarski skoczek narciarski

## Zmarli
- 641 – (lub 24 maja) Konstantyn III, cesarz bizantyński (ur. 612)
- 1099 – Pierre Barthélemy, francuski wieśniak, wizjoner, krzyżowiec (ur. ?)
- 1164 – Wiktor IV, antypapież (ur. ok. 1095)
- 1176 – Richard de Clare, angielski możnowładca (ur. 1130)
- 1194 – Odon Mieszkowic, książę poznański i kaliski (ur. 1141–49)
- 1248 – Gujuk, wielki chan mongolski (ur. 1206)
- 1284 – Tokimune Hōjō, japoński samuraj, shikken (ur. 1251)
- 1313 – Bolesław II, książę mazowiecki (ur. po 1251)
- 1314 – Klemens V, papież (ur. ok. 1260)
- 1317 – Agnieszka z Montepulciano, włoska zakonnica, święta (ur. 1268)
- 1321 – Gerazym I, patriarcha Konstantynopola (ur. ?)
- 1428 – Jan Polak, polski dominikanin, inkwizytor (ur. ?)
- 1479 – Aleksander Oszewieński, rosyjski święty mnich prawosławny (ur. 1427)
- 1510 – Andrzej Boryszewski, polski duchowny katolicki, arcybiskup metropolita lwowski, administrator apostolski przemyski, arcybiskup metropolita gnieźnieński i prymas Polski i Litwy, interrex (ur. 1435)
- 1517 – Bogdan III, hospodar mołdawski (ur. 1478)
- 1558 – Jan Bugenhagen, niemiecki norbertanin, teolog (ur. 1485)
- 1600 – Ludovico Madruzzo, włoski książę, polityk, duchowny katolicki, biskup Trydentu, kardynał (ur. 1532)
- 1615 – Gerhard Hendrik, holenderski rzeźbiarz (ur. 1559)
- 1618 – Walenty Fontanus, polski matematyk, astronom, astrolog, lekarz, profesor i rektor Akademii Krakowskiej (ur. ?)
- 1622 – Piotr Konaszewicz-Sahajdaczny, hetman Kozaków rejestrowych (ur. 1570)
- 1630 – Joachim Adam Oelhaf, niemiecki lekarz, anatom (ur. 1570)
- 1643 – Christoph Demantius, niemiecki kompozytor, teoretyk muzyki (ur. 1567)
- 1653 – Celestyn Myślenta, polski teolog luterański, poliglota, orientalista, rektor (ur. 1588)
- 1656 – Marek VI, patriarcha Koptyjskiego Kościoła Ortodoksyjnego (ur. ?)
- 1667 – Mateusz Jan Judycki, polski duchowny katolicki, prawnik (ur. ok. 1603)
- 1677 – Georg Scholtz (młodszy), niemiecki malarz (ur. 1622)
- 1690 – Maria Anna Wittelsbach, księżniczka bawarska, delfina Francji (ur. 1660)
- 1693 – Claudio Coello, hiszpański malarz (ur. 1642)
- 1695 – Remigian Konstanty Lasocki, polski szlachcic, polityk (ur. 1638)
- 1706 – Hieronim Augustyn Lubomirski, polski magnat, hetman wielki koronny, hetman polny koronny, wojewoda krakowski, podskarbi wielki koronny, marszałek nadworny koronny (ur. 1647)
- 1708 – Damaris Cudworth Masham, brytyjska filozof (ur. 1659)
- 1730 – Marianna Denhof, polska szlachcianka (ur. ok. 1685)
- 1743 – Alexandre-François Desportes, francuski malarz, rysownik (ur. 1661)
- 1745 – Jan XVII, patriarcha Koptyjskiego Kościoła Ortodoksyjnego (ur. ?)
- 1751 – Gizela Agnieszka, księżniczka Anhalt-Köthen, księżna Anhalt-Dessau (ur. 1722)
- 1765 – Prospero Colonna di Sciarra, włoski kardynał (ur. 1707)
- 1769 – Pontiac, wódz Indian Ottawa (ur. ok. 1720)
- 1776 – Friedrich Bernhard Werner, niemiecki rysownik (ur. 1690)
- 1786 – John Goodricke, brytyjski astronom (ur. 1764)
- 1793 – Karol Hubel, polski malarz (ur. 1722)
- 1795:
  - Antoine-Jean Amelot de Chaillou, francuski polityk (ur. 1732)
  - Johan Henric Kellgren, szwedzki poeta, krytyk literacki (ur. 1751)
- 1800 – Szymon Kazimierz Szydłowski, polski szlachcic, polityk (ur. 1725)
- 1804 – Ernest II, książę Saksonii-Gotha-Altenburg (ur. 1745)
- 1806 – Tomasz Błeszyński, polski szlachcic, polityk (ur. 1710)
- 1812 – George Clinton, amerykański polityk, wiceprezydent USA (ur. 1739)
- 1817:
  - Antoni Burbon, infant hiszpański (ur. 1755)
  - Usman dan Fodio, islamski kaznodzieja i przywódca polityczny działający w środkowo-zachodniej Afryce (ur. 1754)
- 1819 – Charles Montagu-Scott, brytyjski arystokrata, polityk (ur. 1772)
- 1820 – Alessandro Mattei, włoski duchowny katolicki, arcybiskup metropolita Ferrary, kardynał (ur. 1744)
- 1821 – Franz Karl Achard, niemiecki chemik, biolog, fizyk (ur. 1753)
- 1826 – Zygmunt Vogel, polski malarz, rysownik, pedagog (ur. 1764)
- 1830 – Jean Georg Haffner, francuski lekarz (ur. 1775)
- 1836:
  - Jan I, książę Liechtensteinu (ur. 1760)
  - Robert Seymour, brytyjski rysownik, ilustrator, karykaturzysta (ur. 1798)
- 1838 – Nikołaj Nowosilcow, rosyjski polityk, rusyfikator (ur. 1761)
- 1842 – Bon-Adrien Jeannot de Moncey, francuski generał, marszałek Francji (ur. 1754)
- 1843 – Monrose, francuski aktor (ur. 1783)
- 1845 – Jakub Redel, polski generał brygady (ur. 1769)
- 1848 – Friedrich Balduin von Gagern, holenderski arystokrata, generał (ur. 1794)
- 1850 – Antoni Woykowski, polski pisarz, publicysta, wydawca, muzyk (ur. 1815)
- 1856:
  - Giacomo Filippo Fransoni, włoski kardynał (ur. 1775)
  - William Anthony Richardson, amerykański przedsiębiorca pochodzenia brytyjskiego (ur. 1795)
- 1857 – Józef Kossakowski, polski drukarz (ur. 1807)
- 1866 – Stanisław Hernisz, polski publicysta, literat pochodzenia żydowskiego (ur. ok. 1805)
- 1869 – Carl Loewe, niemiecki kompozytor, dyrygent, śpiewak (ur. 1796)
- 1872:
  - Ljudevit Gaj, chorwacki polityk, poeta (ur. 1809)
  - Ernst Leopold von Schantz, szwedzki oficer (ur. 1802)
  - Andrej Sládkovič, słowacki poeta (ur. 1820)
- 1876 – Alphonse Funck, luksemburski prawnik, polityk (ur. 1833)
- 1883 – Wilhelm Peters, niemiecki przyrodnik, odkrywca (ur. 1815)
- 1885:
  - Richard Ansdell, brytyjski malarz (ur. 1815)
  - Kazimierz Józef Wnorowski, polski duchowny katolicki, biskup lubelski (ur. 1818)
- 1887 – Klara Bosatta, włoska zakonnica, błogosławiona (ur. 1858)
- 1890 – Karol Bernstein, polski wydawca, księgarz pochodzenia żydowskiego (ur. 1820)
- 1892 – Maurycy Karasowski, polski kompozytor, wiolonczelista, krytyk muzyczny (ur. 1823)
- 1893 – Robert Hartmann, niemiecki podróżnik, przyrodnik, anatom, antropolog, etnograf (ur. 1832)
- 1896 – Berard Bulsiewicz, polski bernardyn, działacz polonijny, kapelan powstania styczniowego (ur. 1837)
- 1900 – Alexandre Falguière, francuski rzeźbiarz, malarz (ur. 1831)
- 1901 – Charles Barrington, irlandzki handlarz, alpinista (ur. 1834)
- 1904 – Sara Jane Lippincott, amerykańska poetka (ur. 1823)
- 1905:
  - Tymoteusz Łuniewski, polski ziemianin, wynalazca, racjonalizator, meteorolog, etnograf, archeolog, agronom (ur. 1847)
  - Juliusz Cezar Richter, polski księgarz, wydawca (ur. 1846)
- 1906:
  - Joseph Lindley, brytyjski inżynier (ur. 1859)
  - Ginter Leopold Schwarzburg-Sondershausen, książę, pruski generał kawalerii (ur. 1832)
- 1908 – Pawieł Szuwałow, rosyjski hrabia, generał, dyplomata, polityk (ur. 1830)
- 1912 – Bram Stoker, irlandzki pisarz (ur. 1847)
- 1917 – Johannes Boese, niemiecki rzeźbiarz, pedagog (ur. 1856)
- 1918 – Karl Ferdinand Braun, niemiecki fizyk, wykładowca akademicki, laureat Nagrody Nobla (ur. 1850)
- 1920:
  - Dmitrij Iwanowski, rosyjski mikrobiolog, wirusolog, wykładowca akademicki (ur. 1864)
  - Julian Pęski, polski chirurg, wykładowca akademicki (ur. 1859)
  - Briton Rivière, brytyjski malarz, rytownik, rzeźbiarz (ur. 1840)
- 1924:
  - Czesław Dobrzański, polski kapitan artylerii (ur. 1894)
  - Edmund Gasiński, polski aktor, śpiewak, tancerz, reżyser i dyrektor teatralny (ur. 1860)
  - Caroline Ingalls, amerykańska pionierka (ur. 1839)
- 1925 – Herbert Lawford, brytyjski tenisista (ur. 1851)
- 1926 – Gaudentius Orfali, palestyński franciszkanin, biblista, archeolog (ur. 1889)
- 1929:
  - Henryk Hohenzollern, książę Prus, Grossadmiral (ur. 1862)
  - Ignacy Kopa, polski inżynier, szachista (ur. 1875)
- 1931 – Aleksander Wyszyński, polski adwokat, samorządowiec, polityk, senator RP (ur. 1864)
- 1932:
  - Edgard Colle, belgijski szachista (ur. 1897)
  - Giuseppe Peano, włoski matematyk, logik, wykładowca akademicki (ur. 1858)
- 1933:
  - William Rooke Creswell, australijski wiceadmirał (ur. 1852)
  - Boris Rosing, rosyjski naukowiec, wynalazca pochodzenia holenderskiego (ur. 1869)
- 1936 – Édouard Hippolyte Alexandre Gerardin, francuski admirał (ur. 1889)
- 1937:
  - James Gillett, amerykański polityk (ur. 1860)
  - Josef Mařatka, czeski rzeźbiarz (ur. 1874)
  - Tadeusz Wąsowski, polski otolaryngolog, wykładowca akademicki (ur. 1892)
- 1938 – Eduard Gamper, niemiecki psychiatra, wykładowca akademicki (ur. 1887)
- 1939 – Franciszek Salwator Toskański, arcyksiążę austriacki (ur. 1866)
- 1940 – Bernard Łosiński, polski duchowny katolicki, Sługa Boży, polityk, poseł na Sejm Ustawodawczy (ur. 1865)
- 1941:
  - Aleksander Brzosko, polski podporucznik piechoty (ur. 1899)
  - Pat Pattle, południowoafrykański pilot wojskowy, as myśliwski (ur. 1914)
  - Francis Pelham-Clinton-Hope, brytyjski arystokrata (ur. 1866)
- 1942:
  - Jüri Jaakson, estoński prawnik, polityk, prezydent Estonii (ur. 1870)
  - Witold Marcinkowski, polski nauczyciel, harcmistrz (ur. 1910)
- 1943:
  - Michał Klepfisz, polski inżynier chemik, działacz Bundu i sportowej organizacji żydowskiej Morgenstern, członek Żydowskiej Organizacji Bojowej, uczestnik powstania w getcie warszawskim (ur. 1913)
  - Czesław Sejbuk, polski prezbiter katolicki, pisarz, męczennik, Sługa Boży (ur. 1906)
- 1944 – Dominik Witke-Jeżewski, polski kolekcjoner (ur. 1862)
- 1945 – Wacław Sieroszewski, polski pisarz, zesłaniec, podróżnik, etnograf, polityk, poseł na Sejm i senator RP (ur. 1858)
- 1947:
  - Chrystian X, król Danii (ur. 1870)
  - Nikołaj Głobaczew, rosyjski generał, działacz emigracyjny (ur. 1869)
  - Simón Patiño, boliwijski przedsiębiorca górniczy (ur. 1860)
- 1948:
  - Jean Bessompierre, francuski kapitan, kolaborant (ur. 1914)
  - Zbigniew Dymmek, polski pianista, kompozytor, dyrygent, pedagog (ur. 1896)
- 1951:
  - Ivanoe Bonomi, włoski polityk, premier Włoch (ur. 1873)
  - Jānis Perno, łotewski rewolucjonista, polityk komunistyczny (ur. 1888)
- 1952:
  - Robert Gajda, polski duchowny katolicki, kompozytor, muzyk (ur. 1890)
  - Václav Zachoval, czeski taternik, instruktor taternictwa (ur. 1912)
- 1953 – Erich Weinert, niemiecki poeta (ur. 1890)
- 1955:
  - Juliusz Makarewicz, polski prawnik, wykładowca akademicki (ur. 1872)
  - Wilhelm Prager, niemiecki reżyser filmowy (ur. 1876)
- 1956 – Boris Rodos, radziecki funkcjonariusz służb specjalnych, zbrodniarz stalinowski (ur. 1905)
- 1958 – Thomas Willcocks, brytyjski rugbysta (ur. 1877)
- 1959 – Edward Johnson, kanadyjski śpiewak operowy (tenor)  (ur. 1878)
- 1960:
  - Siergiej Briuchonienko, rosyjski fizjolog, wykładowca akademicki (ur. 1890)
  - Ksenia Romanowa, rosyjska wielka księżna (ur. 1875)
- 1961 – Marian Rembowski, polski polityk, wojewoda łódzki i białostocki (ur. 1878)
- 1962:
  - Aleksander Ossendowski, polski psychiatra, wykładowca akademicki (ur. 1900)
  - Iwan Wyłkow, bułgarski generał piechoty, dyplomata, polityk (ur. 1875)
- 1963:
  - Sławomir Makaruk, polski pilot, balonowy, samolotowy i szybowcowy, instruktor lotniczy (ur. 1932)
  - Bertil Tallberg, fiński żeglarz sportowy, przedsiębiorca (ur. 1883)
- 1964 – August Sander, niemiecki fotograf (ur. 1876)
- 1965:
  - Michaił Astangow, rosyjski aktor (ur. 1900)
  - Richard Brademann, niemiecki architekt, działacz nazistowski (ur. 1884)
  - Jadwiga Lechicka, polska historyk, wykładowczyni akademicka (ur. 1898)
  - Achmiet Mambietow, kazachski polityk komunistyczny (ur. 1908)
- 1969:
  - Jan Dürr-Durski, polski historyk literatury polskiej, wykładowca akademicki (ur. 1902)
  - Kazimierz Kierkowski, polski podpułkownik piechoty (ur. 1893)
  - Ambróz Lazík, słowacki duchowny katolicki, biskup, administrator apostolski archidiecezji ostrzychomskiej ze stolicą w Trnawie (ur. 1897)
  - Vjekoslav Luburić, chorwacki generał, ustasz, zbrodniarz wojenny (ur. 1914)
- 1970:
  - Paul Celan, austriacki poeta pochodzenia żydowskiego (ur. 1920)
  - Héctor García Godoy, dominikański adwokat, dyplomata, polityk, samozwańczy prezydent Dominikany (ur. 1921)
  - Jaroslav Vojta, czeski aktor (ur. 1888)
- 1971:
  - Alberto Magnelli, włoski malarz (ur. 1888)
  - Adam Schmuck, polski geograf, meteorolog, wykładowca akademicki (ur. 1904)
  - Pauls Sokolovs, łotewski piłkarz (ur. 1902)
- 1972 – Henryk Kon, polski kompozytor, dramaturg pochodzenia żydowskiego (ur. 1890)
- 1973 – Zygmunt Karasiński, polski muzyk, kompozytor, autor tekstów piosenek (ur. 1898)
- 1974:
  - Richard Huelsenbeck, niemiecki psychoanalityk (ur. 1892)
  - Tadeusz de Thun, polski ziemianin, polityk, poseł na Sejm RP (ur. 1897)
- 1977 – Wilmer Allison, amerykański tenisista (ur. 1904)
- 1978:
  - Jean Babelon, francuski historyk, bibliotekarz, numizmatyk (ur. 1889)
  - Ferdinand Peroutka, czeski dziennikarz, prozaik, dramaturg (ur. 1895)
- 1979:
  - Dutch Dehnert, amerykański koszykarz (ur. 1898)
  - Peter Donald, amerykański aktor pochodzenia brytyjskiego (ur. 1918)
  - Jim López, argentyński trener piłkarski (ur. 1912)
- 1981 – Hans Söhnker, niemiecki aktor (ur. 1903)
- 1982 – Archibald MacLeish, amerykański poeta, dramaturg (ur. 1892)
- 1983:
  - Pedro Quartucci, argentyński bokser (ur. 1905)
  - Tadeusz Sulimirski, polski rotmistrz rezerwy, prawnik, historyk, archeolog, filozof, wykładowca akademicki (ur. 1898)
- 1984:
  - Otto Arosemena, ekwadorski prawnik, polityk, p.o. prezydenta Ekwadoru (ur. 1925)
  - Karl Hipfinger, austriacki sztangista (ur. 1905)
  - Antonio Maquilón, peruwiański piłkarz (ur. 1902)
- 1985:
  - Rudolf Gnägi, szwajcarski polityk, prezydent Szwajcarii (ur. 1917)
  - Zygmunt Jesionka, polski piłkarz, trener i działacz piłkarski (ur. 1904)
  - Stanisława Pawłowska, polska botanik (ur. 1905)
  - Charles Francis Richter, amerykański geofizyk (ur. 1900)
- 1986 – Aleksiej Arbuzow, rosyjski dramaturg (ur. 1908)
- 1987 – Arturo Torres, chilijski piłkarz (ur. 1906)
- 1988 – Stefania Allinówna, polska pianistka, pedagog pochodzenia żydowskiego (ur. 1895)
- 1989 – Johan Eichfeld, estoński biolog, polityk komunistyczny (ur. 1893)
- 1990 – Horst Sindermann, wschodnioniemiecki polityk (ur. 1915)
- 1991:
  - Jumdżaagijn Cedenbal, mongolski ekonomista, polityk komunistyczny, premier i prezydent Mongolii (ur. 1916)
  - Hiroyuki Ebihara, japoński bokser (ur. 1940)
  - Steve Marriott, brytyjski gitarzysta i wokalista, członek zespołów: The Small Faces i Humble Pie (ur. 1947)
  - Seán O’Faoláin, irlandzki pisarz (ur. 1900)
  - Don Siegel, amerykański reżyser i producent filmowy (ur. 1912)
- 1992 – Benny Hill, brytyjski aktor, komik (ur. 1924)
- 1993:
  - Evelyne Hall, amerykańska lekkoatletka, płotkarka (ur. 1909)
  - Kazimierz Oziewicz, polski architekt (ur. 1927)
- 1994:
  - Jean Carmet, francuski aktor (ur. 1920)
  - Frederick Fortune, amerykański bobsleista (ur. 1921)
- 1995 – Milovan Đilas, jugosłowiański pisarz, polityk, wiceprezydent Jugosławii (ur. 1911)
- 1996 – Christopher Robin Milne, brytyjski pisarz (ur. 1920)
- 1998 – Zdzisław Zawadzki, polski gitarzysta basowy, członek zespołów: Breakout i Perfect (ur. 1952)
- 1997:
  - Władimir Szewczenko, radziecki polityk (ur. 1918)
  - Otto-Wilhelm von Vacano, niemiecki archeolog, wykładowca akademicki (ur. 1910)
  - Henri Vilbert, francuski aktor (ur. 1904)
- 1999:
  - Eric Harris, amerykański masowy zabójca (ur. 1981)
  - Dylan Klebold, amerykański masowy zabójca (ur. 1981)
  - Rachel Scott, amerykańska uczennica (ur. 1981)
- 2000 – Henryk Żmijewski, polski pułkownik SB (ur. 1920)
- 2001 – Steven Blaisse, holenderski wioślarz (ur. 1940)
- 2002 – Vlastimil Brodský, czeski aktor (ur. 1920)
- 2003:
  - Daijirō Katō, japoński motocyklista wyścigowy (ur. 1976)
  - Bernard Katz, brytyjski biofizyk, wykładowca akademicki, laureat Nagrody Nobla pochodzenia żydowskiego (ur. 1911)
  - Franciszek Stachowiak, polski prawnik, urzędnik, dyplomata (ur. 1919)
  - Miloš Vavruška, czeski aktor (ur. 1924)
- 2004:
  - Lizzy Mercier Descloux, francuska piosenkarka (ur. 1956)
  - Mary McGrory, amerykańska dziennikarka, publicystka (ur. 1918)
- 2005 – Zygfryd Blaut, polski piłkarz (ur. 1943)
- 2006:
  - Wolfgang Unzicker, niemiecki szachista (ur. 1925)
  - Miguel Zacarías, meksykański reżyser filmowy (ur. 1905)
- 2007:
  - Fred Fish, amerykański programista komputerowy (ur. 1952)
  - Andrew Hill, amerykański pianista jazzowy (ur. 1931)
  - Jan Kociniak, polski aktor (ur. 1937)
- 2008:
  - Ottavio Cogliati, włoski kolarz szosowy (ur. 1939)
  - Monica Lovinescu, rumuńska pisarka (ur. 1923)
  - Tariq Niazi, pakistański hokeista na trawie (ur. 1940)
  - Andrzej Pomian, polski pisarz emigracyjny, historyk (ur. 1911)
- 2010 – Piotr Dejmek, polski aktor (ur. 1953)
- 2011:
  - Tim Hetherington, brytyjski fotoreporter (ur. 1970)
  - Chris Hondros, amerykański fotoreporter (ur. 1970)
  - Halina Skibniewska, polska architekt, urbanistka, wykładowczyni akademicka, polityk, wicemarszałek Sejmu PRL (ur. 1921)
- 2014:
  - Mithat Bayrak, turecki zapaśnik (ur. 1929)
  - Rubin Carter, amerykański bokser (ur. 1937)
- 2015:
  - Roy Mason, brytyjski polityk (ur. 1924)
  - Jan Matyjaszkiewicz, polski aktor (ur. 1929)
- 2016:
  - Chyna, amerykańska wrestlerka, kulturystyka (ur. 1969)
  - Guy Hamilton, brytyjski reżyser filmowy (ur. 1922)
  - Victoria Wood, brytyjska aktorka, reżyserka, piosenkarka (ur. 1953)
- 2017:
  - Magdalena Abakanowicz, polska rzeźbiarka, twórczyni tkaniny artystycznej (ur. 1930)
  - Roberto Ferreiro, argentyński piłkarz, trener (ur. 1935)
  - Cuba Gooding Sr., amerykański piosenkarz soulowy (ur. 1944)
  - Lawrence Joseph Hogan, amerykański polityk (ur. 1928)
  - Germaine Mason, jamajski lekkoatleta, skoczek wzwyż (ur. 1983)
- 2018:
  - Avicii, szwedzki DJ, producent muzyczny (ur. 1989)
  - Roy Bentley, angielski piłkarz (ur. 1924)
  - Leszek Skorupa, polski sztangista (ur. 1951)
- 2019:
  - Jarosław Biernat, polski piłkarz (ur. 1960)
  - Luděk Bukač, czeski hokeista, trener (ur. 1935)
  - Joachim Maj, polski żużlowiec (ur. 1932)
  - Andrzej Markowski, polski architekt (ur. 1959)
- 2020:
  - Rikard Ljarja, albański aktor, reżyser i scenarzysta filmowy (ur. 1943)
  - Krystyna Łybacka, polska matematyk, polityk, poseł na Sejm RP, minister edukacji narodowej i sportu (ur. 1946)
  - Gabriel Retes, meksykański aktor, reżyser, scenarzysta i producent filmowy (ur. 1947)
  - Zbigniew Starczewski, polski specjalista w dziedzinie budowy i eksploatacji maszyn, wykładowca akademicki (ur. 1946)
- 2021:
  - Idriss Déby, czadyjski dowódca wojskowy, polityk, prezydent Czadu (ur. 1952)
  - Monte Hellman, amerykański reżyser, scenarzysta, montażysta i producent filmowy (ur. 1932)
  - Roman Hływa, polski piłkarz, trener (ur. 1934)
  - Wiesława Mazurkiewicz, polska aktorka (ur. 1926)
  - Aleksander Sopliński, polski lekarz, samorządowiec, polityk, poseł na Sejm RP (ur. 1942)
  - Alfred Teinitzer, austriacki piłkarz (ur. 1929)
- 2022:
  - Hilda Bernard, argentyńska aktorka (ur. 1920)
  - Javier Lozano Barragán, meksykański duchowny katolicki, biskup Zacatecas, kardynał (ur. 1933)
  - Erwina Ryś-Ferens, polska łyżwiarka szybka (ur. 1955)
- 2023:
  - Tereliza Braun, polska historyk sztuki, działaczka społeczna (ur. 1932)
  - Josep María Fusté, hiszpański piłkarz (ur. 1941)
- 2024:
  - Antonio Cantafora, włoski aktor (ur. 1944)
  - Andrew Davis, brytyjski dyrygent (ur. 1944)
  - Gediminas Kirkilas, litewski politolog, polityk, minister obrony, premier Litwy (ur. 1951)
  - David Pryor, amerykański prawnik, polityk, senator, gubernator Arkansas (ur. 1934)
  - Jarosław Szczepański, polski dziennikarz, działacz opozycji antykomunistycznej, związkowiec (ur. 1952)
  - György Tatár, węgierski piłkarz (ur. 1952)
- 2025:
  - Artur Blaim, polski literaturoznawca, anglista, profesor nauk humanistycznych (ur. 1950)
  - Bob Filner, amerykański historyk, polityk, burmistrz San Diego (ur. 1942)
  - Hugo Gatti, argentyński piłkarz (ur. 1944)
  - Ab Geldermans, holenderski kolarz torowy i szosowy (ur. 1935)
  - Gregor Henckel-Donnersmarck, austriacki duchowny katolicki, mnich cysterski, opat opactwa Heiligenkreuz (ur. 1943)
  - János Kocsis, węgierski zapaśnik (ur. 1951)
  - Werner Lorant, niemiecki piłkarz, trener (ur. 1948)
  - Irena Senderska-Rzońca, polska działaczka społeczna, Sprawiedliwa wśród Narodów Świata (ur. 1931)
  - Marija Szubina, rosyjska kajakarka (ur. 1930)